# Jeep J8
Jeep J8 — военный автомобиль, изначально основанный на платформе Jeep Wrangler JK, а в настоящее время - на платформе Jeep Wrangler JL. Он также используется правительственными учреждениями, группами безопасности, миротворцами, пожарными службами, подземными горнодобывающими предприятиями и другими отраслями промышленности, требующими тяжелых внедорожников. Модель была представлена на выставке Defense Systems & Equipment International (DSEi) 13 сентября 2007 года. J8 собирается в Гибралтаре компанией Africa Automotive Distribution Services Limited. Компания AADS разработала и протестировала всю линейку J8 для использования в различных миссиях, включая логистические и фронтовые операции.

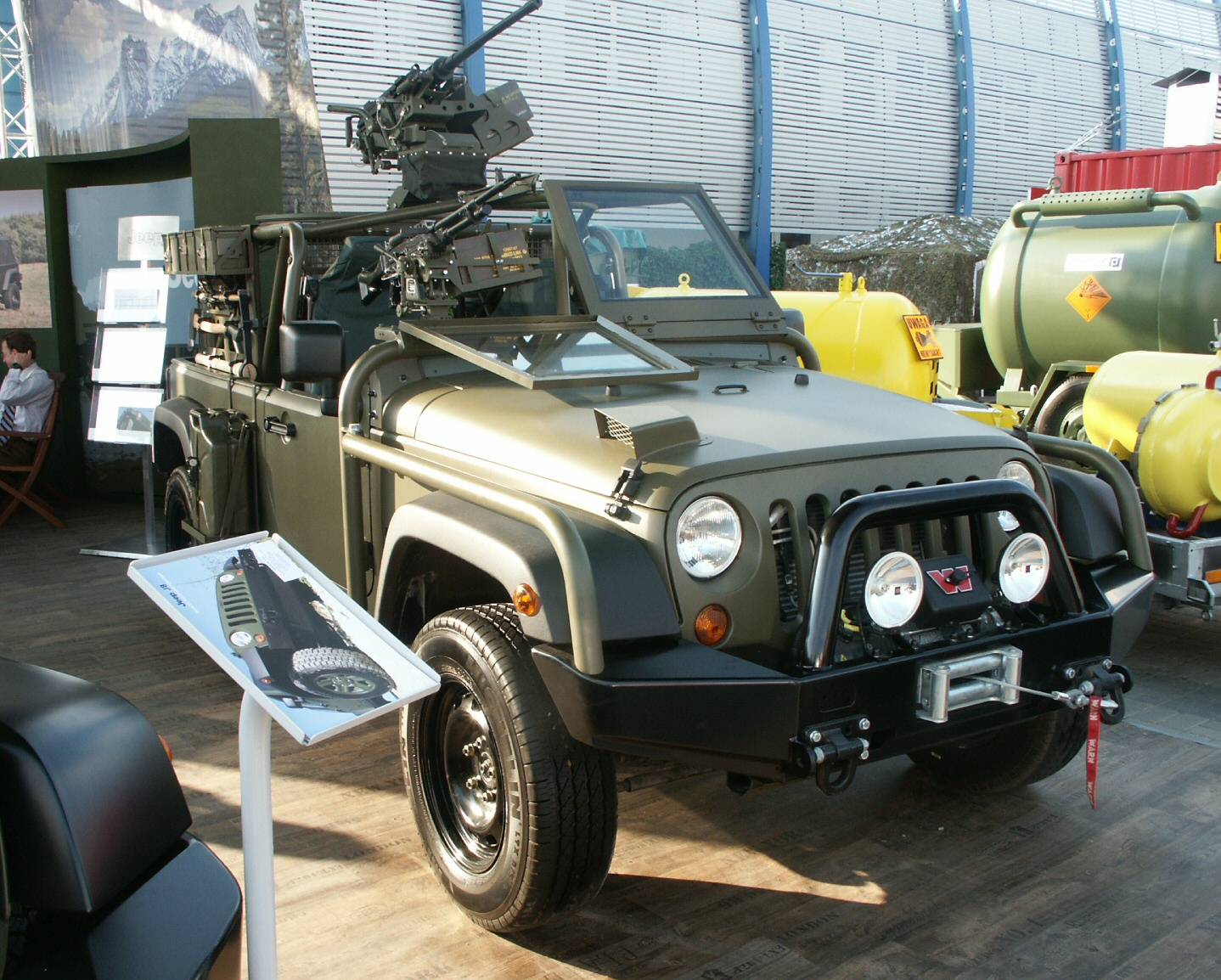
Jeep J8

Недавно, J8 был представлен в качестве замены Toyota Tacoma, Toyota Hilux, Mitsubishi Triton и HMMWV для сил специального назначения США.

## Дизайн

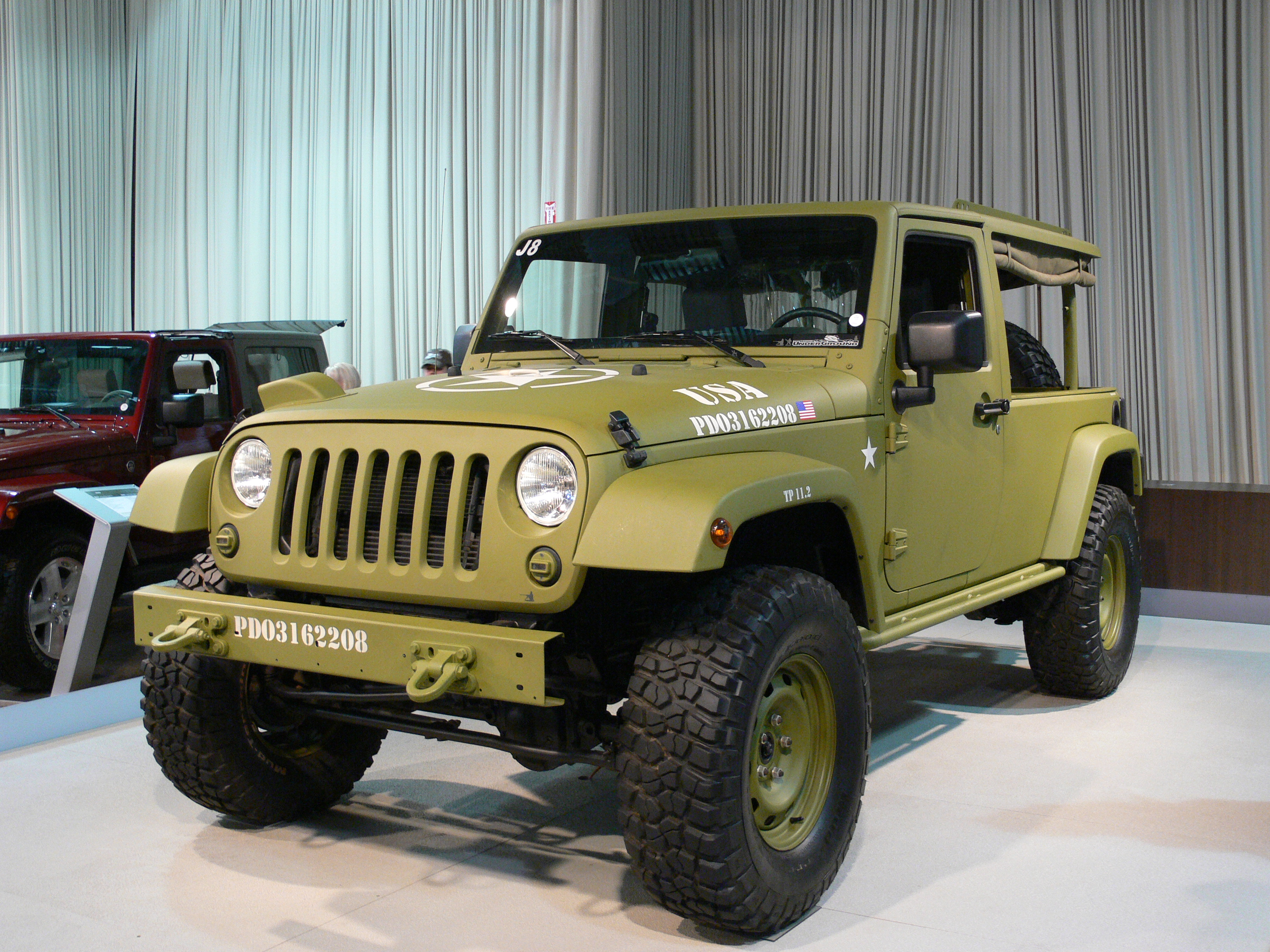
Jeep J8 на ярмарке Texas 2008 2008, Фэйр-Парк, Даллас

J8 оснащён более крупными тормозами, осями и компонентами подвески, чем гражданская версия, и может быть дополнительно модернизирован в зависимости от требований конечного пользователя. Базовая грузоподъемность составляет 1339 кг, которую можно расширить для бронированных или универсальных вариантов. Jeep J8 приводится в движение различными бензиновыми и дизельными двигателями, но чаще всего используются 3-литровые дизельные силовые агрегаты V6, последний развивает 260 л.с. и 600 Нм крутящего момента. Двигатель агрегатируется с 8-ступенчатой автоматической коробкой передач.
Доступный в различных вариантах, J8 может производиться как патрульная машина, внедорожник, бронемашина и машина скорой помощи. Все варианты J8 имеют ряд вариантов модернизации на выбор и предназначены для лёгкой транспортировки по железным дорогам, по морю, самолётами, вертолётами (внутри CH-47 или подвешенный).

## Производство

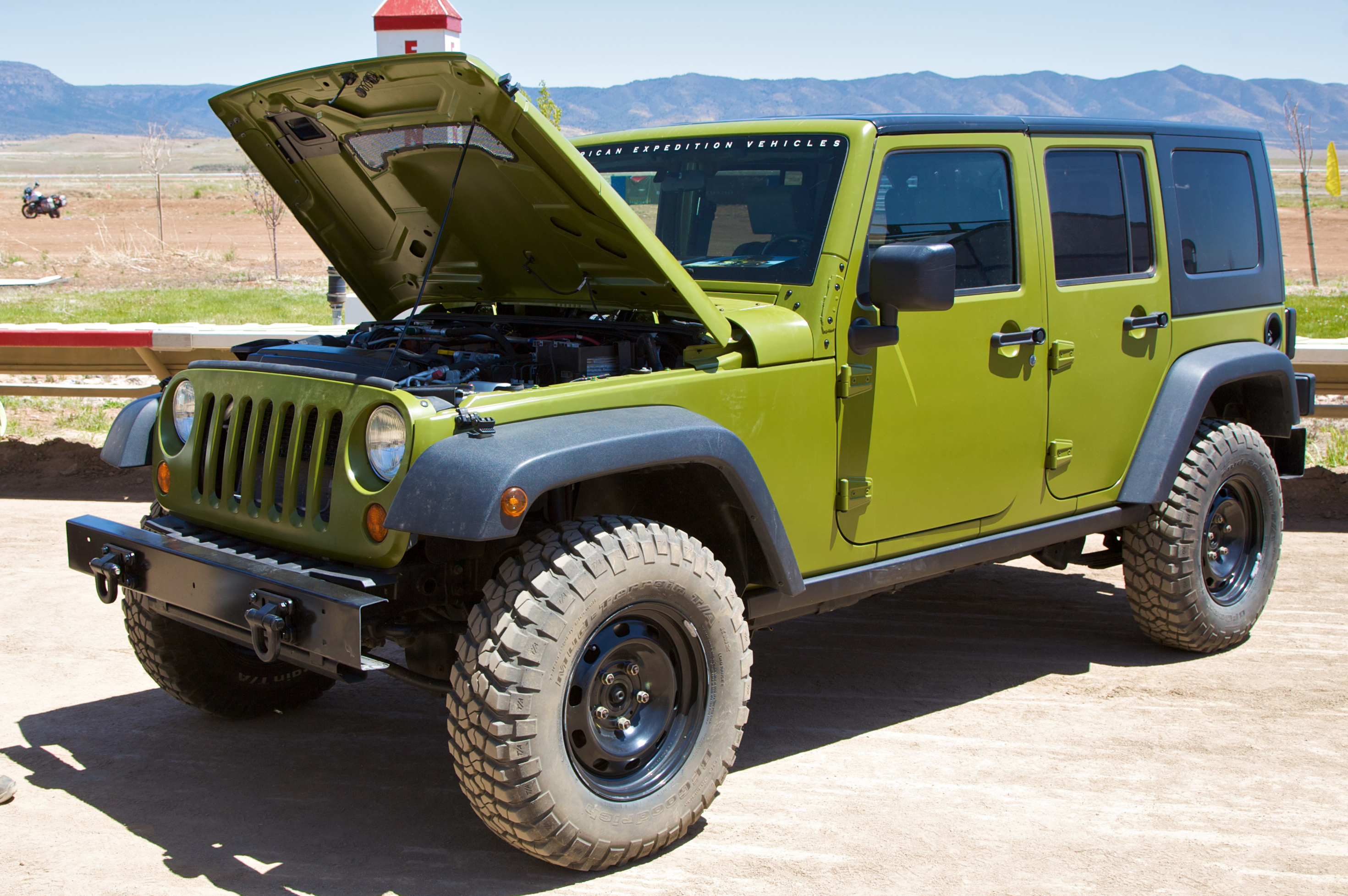
AEV J8 Milspec - версия от American Expedition Vehicles

Первый J8 изначало планировалось собирать на совместном предприятии Chrysler в Каире, Египет. 2 июля 2008 года серийная версия Jeep J8 была представлена на выставке Euro Camp Jeep 2008, мероприятии для клиентов в земле Мекленбург-Передняя Померания, Германия.
13 ноября 2008 года компании Chrysler LLC и Arab American Vehicles официально объявили о начале производства Jeep J8 на сборочном заводе AAV в Каире.
J8 также собирается в Израиле на предприятии Automotive Industries Ltd (AIL) в Назарете. Он имеет местное обозначение Storm 3 и поставляеться в качестве командирской машины Армии обороны Израиля (ЦАХАЛ). Пара серийных J8 была протестирована журналистами израильского интернет-журнала Jeepolog.com в апреле 2009 года. Его назвали «вероятно, лучшим джипом всех времен». Судя по всему, рассматривалась гражданская версия для местного израильского рынка, но от этой идеи отказались.
В 2012 году новый вариант Storm 3 был представлен компанией AIL под названием Storm 3 Type R. По данным израильского блога Jeepolog.com, это Jeep J8 без дверей и лобового стекла, оснащённый 35-дюймовыми шинами, спортивными металлическими трубчатыми крыльями и каркасом безопасности. Он предназначен для использования силами специального назначения в пограничном патрулировании и преследовании.
Компания American Expedition Vehicles, базирующийся в Монтане производитель запасных частей для Jeep, заключила сделку с Chrysler на продажу 120 комплектующих шасси J8 в США. Эти шасси продаются полностью собранными, но без двигателя и трансмиссии. Это позволяет клиенту установить турбодизель VM объёмом 2,8 л с мощностью 339 л.с. или 5,7-литровый V-8 Chrysler HEMI. После этого машину можно будет официально зарегистрировать как «компонентное транспортное средство».

## Операторы

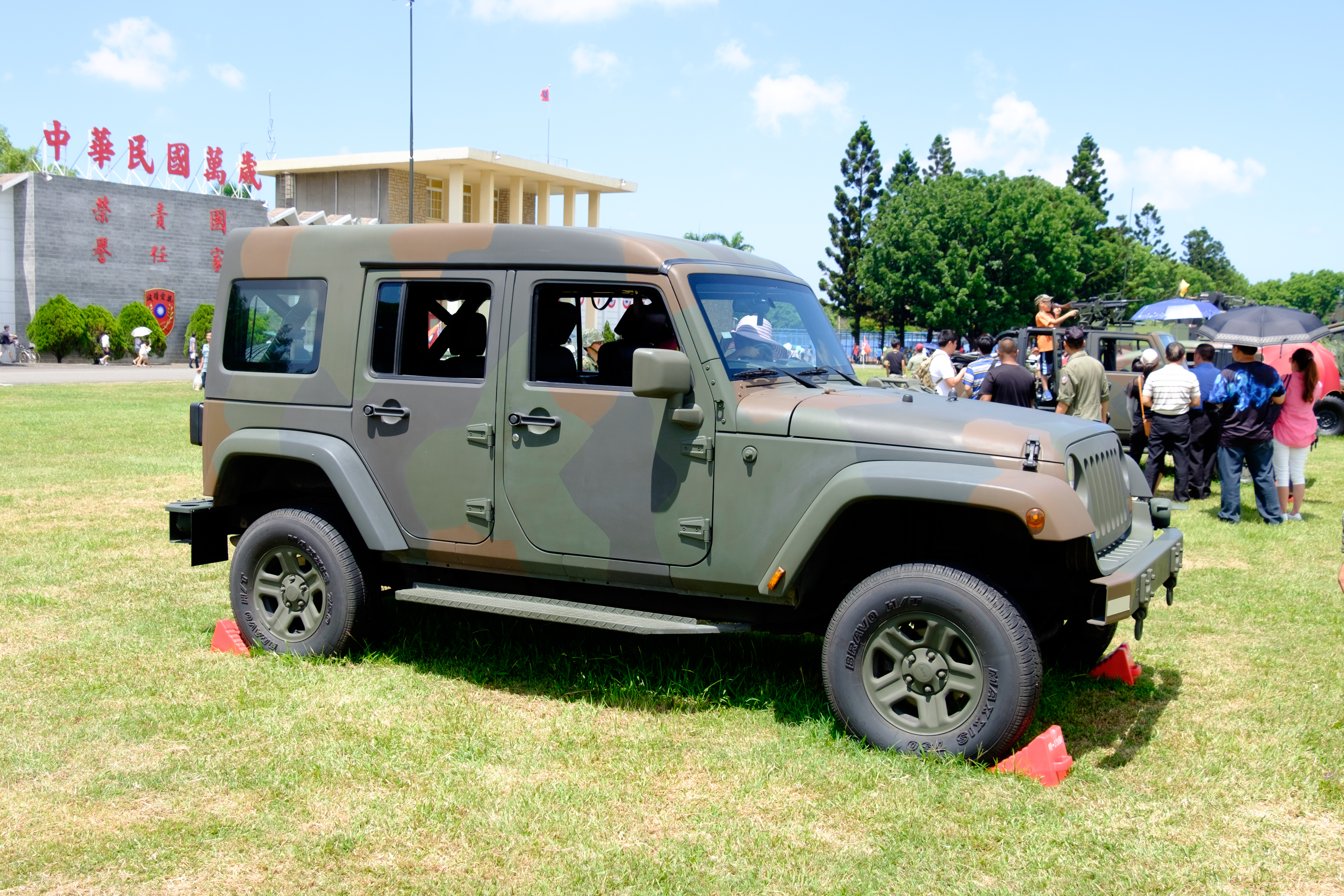
Wrangler Unlimited Армии Китайской Республики

- Белиз: 7 машин[9]
- Хорватия: 5 машин
- Доминиканская Республика: 15 машин[10]
- Сальвадор[11]
- Гана: 40 машин[12]
- Италия: 210 машин[13]
- Панама: 20  машин.
- Гватемала: 250 машин[14]
- Монголия: 35 машин[15]
- Перу: 38 машин[16]
- Китайская Республика: 3598 машин
- Таджикистан: 5 машин[17]